# Informație de interes public
Informație de interes public este acea informație care privește activitățile sau rezultă din activitățile unei autorități publice sau instituții publice, indiferent de suportul, forma sau de modul de exprimare a informației. Accesul la informațiile de tip public este reglementat în România de Legea nr. 544/2001 privind liberul acces la informațiile de interes public (publicată în Monitorul Oficial nr. 663/23 octombrie 2001). Această lege a fost adoptată ca urmare a adoptării aquis-ului comunitar, în procesul de aderare al României la Uniunea Europeană. 
Conform cu art. 7 din legea mai sus amintită, "autoritatile și instituțiile publice au obligația sa răspundă în scris la solicitarea informatiilor de interes public in termen de 10 zile sau, dupa caz, in cel mult 30 de zile de la inregistrarea solicitarii, in functie de dificultatea, complexitatea, volumul lucrarilor documentare si de urgenta solicitarii".

## Suportul legal
- Legea nr.544/2001, privind liberul acces la informațiile de interes public, publicată în Monitorul Oficial al României, Partea I, nr.663 din 23 octombrie 2001;
- Normele metodologice de aplicare a Legii nr.544/2001, privind liberul acces la informațiile de interes public, aprobate prin Hotărârea Guvernului nr.123 din 7 februarie 2002. Normele și hotărârea au fost publicate în Monitorul Oficial al României, Partea I, nr.167 din 8 martie 2002.

## Cine poate solicita informații de interes public
Orice persoană, fizică sau juridică, română sau straină poate cere informații de interes public (art.20 din Norme). Solicitantul nu trebuie să-și justifice, în nici un fel, cererea. Informațiile de interes public pot fi solicitate și numai din «simpla curiozitate», întrucât accesul la astfel de informații este liber, ceea ce presupune că ele se află la dispoziția tuturor.  

## Cum pot fi obținute informațiile de interes public
Ele se comunică din oficiu (fără a fi nevoie de vreo cerere) sau la cererea, verbală sau scrisă, a solicitantului. Accesul la informațiile de interes public este gratuit. Solicitantul trebuie, însă, să suporte costul serviciilor de copiere a documentelor pe care le cere. 

## Restricții
- O parte din informațiile clasificate, respectiv numai cele din domeniul apărării naționale, siguranței și ordinii publice, sau care privesc deliberările autorităților, precum  și cele care privesc interesele economice și politice ale României. ( Informațiile clasificate sunt reglementate printr-o lege distinctă, Legea nr.182 din 12 aprilie 2002 privind protecția informațiilor clasificate, publicată în Monitorul Oficial, Partea I, nr. 248 din 12 aprilie 2002).
- Restricția nu se referă la informațiile care favorizează sau ascund încălcarea legii de către o autoritate/instituție publică nu pot fi considerate ca informații clasificate  și constituie informații de interes public. Deci accesul la aceste informații este liber (articolul 13 din Legea nr.544/2001).
- De asemenea, prin articolul 24 alin.5 din Legea nr.182/2002 privind informațiile clasificate se interzice clasificarea ca secrete de stat a informațiilor, datelor sau documentelor în scopul ascunderii încălcărilor legii, erorilor administrative, limitării accesului la informațiile de interes public, restrângerii ilegale a exercițiului unor drepturi ale vreunei persoane sau lezării altor interese legitime.